# Parc Nacional de Călimani
El Parc Nacional Călimani (en romanès: Parcul Naţional Călimani) és una zona protegida (parc nacional categoria II UICN) situada a la banda nord dels Carpats Orientals (comtats de Bistrita - Nasaud, Harghita, Mures i Suceava) de Romania. Està repartit entre els territoris dels comtats Mureş (45%), Suceava (35%), Harghita (15%) i Bistriţa-Năsăud. Té 64.000 hectàrees. Protegeix les muntanyes Călimani.